# 5 de agosto
El 5 de agosto es el 217.º (ducentésimo decimoséptimo) día del año en el calendario gregoriano y el 218.º en los años bisiestos. Quedan 148 días para finalizar el año.

## Acontecimientos
- 57 a. C.: el orador romano Marco Tulio Cicerón, gracias a la ayuda de Milón, regresa a Roma tras su exilio, provocado este por las acusaciones de su rival político Clodio.
- 1341: en Jaén (España) Alfonso XI conquista a los musulmanes la villa de Alcalá la Real.
- 1496: Bartolomé Colón, hermano de Cristóbal Colón, funda la aldea de Santo Domingo, que pronto se convirtió en la más importante del Nuevo Mundo.
- 1498: en su tercer viaje a América, Colón pisa por primera vez tierra continental en la ensenada de Yacua, situada en la costa sur de la península de Paria, en la actual Venezuela.
- 1583: el navegante británico Humphrey Gilbert desembarca en la isla de Terranova, que será la primera colonia que Inglaterra tendrá en América del Norte.
- 1717: en la ciudad de Antigua (Guatemala) es consagrada la imagen de Jesús Nazareno de la Merced.
- 1772: se establece el Tratado de San Petersburgo, acuerdo entre Austria, Prusia y Rusia para repartirse Polonia, lo que dará lugar a la primera ocupación de Varsovia por los rusos.
- 1783: en el Virreinato del Río de la Plata (actual Argentina) se crea la subdivisión Intendencia de Córdoba del Tucumán (que ocupa las actuales provincias de Córdoba, Mendoza, La Rioja, San Juan y San Luis).
- 1796: en Castiglione, Napoleón derrota a los austriacos y pone fin a su amenaza sobre Italia.
- 1858: se finaliza el tendido del primer cable transatlántico submarino desde el que se transmitirá, dos días después, el primer telegrama entre el Viejo y el Nuevo Mundo.
- 1873: en Roma (Italia), por iniciativa de Emilio Castelar y Ripoll se crea la Academia Española de Bellas Artes.
- 1883: en Badajoz (España) se registra una intentona golpista militar.
- 1889: en París se inaugura el nuevo edificio de la Universidad de La Sorbona.
- 1901: Chile, Argentina, Perú y Bolivia protagonizan conflictos fronterizos.
- 1903: Rusia envía una escuadra frente a Turquía tras el asesinato del cónsul ruso en Monastir.
- 1903: el Congreso colombiano rechaza el tratado para la construcción del Canal de Panamá, entre Estados Unidos y Colombia.
- 1904: Pedro Pidal y Gregorio Pérez escalan por vez primera el Naranjo de Bulnes.
- 1906: Revolución constitucional iraní: el sah Qayar Mozaffareddín cede ante las protestas y firma el firmán por el que se ordena la creación de la Asamblea Consultiva Islámica, transformando el régimen persa en monarquía constitucional.
- 1908: un dirigible queda destruido en el primer accidente que registran estos aparatos en la historia de la navegación aérea. Solo se producen daños materiales.
- 1909: la crisis cretense se agrava y el imperio otomano pide a Grecia que desautorice la manifestación de la víspera.
- 1911: el Gobierno alemán manda el crucero Bremen hacia Haití para salvaguardar la vida de sus conciudadanos, amenazados por las algaradas.
- 1913: en Londres se celebra la Conferencia Médica Internacional.
- 1914: España y Estados Unidos se declaran neutrales en la I Guerra Mundial (1914-1918).
- 1915: en Polonia, el ejército alemán toma Varsovia.
- 1916: en Sadovo (Bulgaria) se registra la temperatura más alta en la Historia de ese país: 45,2 °C (113,3 °F).
- 1918: Austria capitula ante las tropas aliadas.
- 1918: frente a las costas de Virginia (Estados Unidos), un submarino alemán hunde al buque petrolero estadounidense O. B. Jenning, de 10 000 toneladas.
- 1919: el general turco Mustafá Kemal se subleva, junto con sus partidarios del congreso nacionalista de Erzurum, contra el Gobierno de Damad Ferid.
- 1920: el Reichstag aprueba la ley sobre desarme.
- 1921: en Turquía, Mustafá Kemal obtiene plenos poderes para luchar contra Grecia.
- 1923: se inauguran los Campeonatos de España de remo.
- 1923: En León (España) se funda la Cultural y Deportiva Leonesa.
- 1924: Juan Bautista Llorens gana el Campeonato de Ciclismo de España.
- 1925: en España se publica un edicto judicial contra Miguel de Unamuno.
- 1930: en Japón, una fuerte tempestad causa 50 muertos.
- 1932: en Estados Unidos, el sindicato AFL estima que la cifra de parados alcanza los 11,6 millones.
- 1933: Polonia y la Ciudad libre de Dánzig suscriben un acuerdo sobre la utilización del puerto de la ciudad.
- 1933: se promulga en España la Ley de vagos y maleantes.
- 1936: Tiene lugar el enfrentamiento aeronaval conocido como Convoy de la victoria, en aguas del Estrecho de Gibraltar durante la guerra civil española.
- 1936: llega a España Juan de Borbón (príncipe de Asturias) bajo el nombre falso de Juan López, para combatir al lado de las tropas sublevadas contra la República, pero el general Emilio Mola logra convencerlo para que abandone.
- 1936: se reforma en Colombia la Constitución de 1886: se introduce la separación entre iglesia y estado y se garantiza la intervención estatal para "garantizar la función de la propiedad".
- 1939: en España, la dictadura franquista fusila a 63 miembros de las Juventudes Socialistas Unificadas.
- 1939: en Madrid (España), la dictadura franquista fusila a las Trece Rosas Rojas (muchachas de las Juventudes Socialistas Unificadas).
- 1940: en Abisinia, las tropas italianas estacionadas lanzan una ofensiva contra la Somalia británica.
- 1941: finaliza la Batalla de Smolensk con la victoria del ejército de la Alemania nazi sobre el ejército soviético.
- 1943: Catania (Italia) cae en poder de los británicos.
- 1943: en Nueva Guinea, tropas estadounidenses conquistan Munda.
- 1947: el presidente estadounidense Harry S. Truman dispone que el pueblo de Puerto Rico (invadido por Estados Unidos) pueda elegir su propio gobernador.
- 1947: en Wimbledon (Reino Unido), el tenista estadounidense Jack Kramer se adjudica el Torneo de Wimbledon tras derrotar en la final a Tom Brown por 6-3, 6-1 y 6-2.
- 1949: en Ambato (Ecuador) un terremoto provoca la muerte de 3000 personas.
- 1950: el embajador de España ante la Santa Sede suscribe el restablecimiento de la jurisdicción eclesiástica castrense, dirigida por un arzobispo nombrado según el procedimiento general de designación de los prelados españoles.
- 1952: el General Odría constituye un nuevo Gobierno en Perú.
- 1952: En Argelia ―colonia francesa― se constituye el FADRL (Frente Argelino para la Defensa y el Respeto de las Libertades).
- 1953: en Corea comienza el intercambio de prisioneros de guerra.
- 1956: en Alemania, el piloto argentino Juan Manuel Fangio gana, con la escudería Ferrari, el Gran Premio de Alemania de Fórmula 1.
- 1957: los tenistas españoles ganan la Copa Galea.
- 1960: Burkina Faso se independiza de Francia.
- 1960: en Barcelona la policía descubre una oficina clandestina de emigración.
- 1961: en Bilbao, un incendio destruye la plaza de toros.
- 1962 en Chile se estrena el programa Sábado Gigante conducido por Don Francisco, el programa más antiguo de la televisión latinoamericana.
- 1963: Estados Unidos, la Unión Soviética y el Reino Unido firman el Tratado de prohibición parcial de ensayos nucleares atmosféricos, espaciales y submarinos, anterior a los Acuerdos SALT.
- 1963: el atleta estadounidense John Pennel mejora su récord mundial de salto con pértiga, al superar los 5,13 metros de altura.
- 1963: en el lago salado de Bonneville (Utah), el estadounidense Craig Breedlove alcanza los 653,71 km/h. y logra un nuevo récord mundial absoluto de velocidad para automóviles, con el Spirit of America.
- 1964: en la operación Pierce Arrow, aviones de los portaaviones Ticonderoga y Constellation bombardean poblaciones civiles en Vietnam del Norte, en venganza por la defensa norvietnamita contra destructores estadounidenses en aguas norvietnamitas.
- 1964: en el Congo Belga, el ejército rebelde Simba captura Stanleyville, y toma mil rehenes occidentales.
- 1964: en Buenos Aires (Argentina) se funda el Movimiento Revolucionario Peronista (MRP).
- 1966: en Londres se publica el álbum Revólver, de la banda británica The Beatles.
- 1967: en Londres se publica el álbum The Piper at the Gates of Dawn, de la banda británica Pink Floyd.
- 1968: en Guipúzcoa ―en el marco de la dictadura franquista en España― se declara el estado de excepción, con una duración prevista de tres meses, y se practican 50 detenciones.
- 1969: la sonda espacial estadounidense Mariner 7 emite las fotos más claras, obtenidas hasta el momento, del planeta Marte.
- 1972: en Uganda se dicta una orden para que todos los portadores de pasaporte británico abandonen el país en un plazo de dos meses.
- 1973: la Unión Soviética lanza la sonda Mars 6 con destino a Marte.
- 1974: un tercio de Bangladés queda cubierto por las aguas, tras las inundaciones que han causado alrededor de 2000 muertos y destruido 800 000 viviendas.
- 1979: Mauritania cede su parte del Sáhara Occidental al Frente Polisario.
- 1980: en el puerto de Sevilla mueren seis personas al estallar la bodega de un buque congelador.
- 1985: en su casa en Los Ángeles (Estados Unidos) se suicida Paul Bregman, tripulante del bombardero que arrojó una bomba atómica sobre la población civil de Nagasaki (Japón) el 9 de agosto de 1945. (Ver Bombardeos atómicos de Hiroshima y Nagasaki).
- 1986: los países de la Mancomunidad de Naciones, reunidos en Londres, aprueban un paquete de tímidas medidas contra Sudáfrica por el apartheid.
- 1988: en Afganistán, las tropas soviéticas abandonan Kandahar, antigua capital de ese país.
- 1989: en Bolivia, el Parlamento elige como nuevo presidente al socialdemócrata Jaime Paz Zamora.
- 1992: el embajador de Bosnia y Herzegovina denuncia ante la ONU que los serbios de Bosnia han asesinado a 17 000 civiles durante la Guerra de los Balcanes.
- 1993: los serbios ofrecen la cesión de los montes que rodean Sarajevo para evitar una intervención armada de las Naciones Unidas.
- 1994: en Buenos Aires, Argentina, Brasil, Paraguay y Uruguay deciden crear una zona de libre comercio entre MERCOSUR y Bolivia.
- 1995: el secretario de Estado estadounidense, Warren Christopher, y su homólogo vietnamita, Nguyen Manh Cam, firman en Hanói la normalización de las relaciones entre ambos países después de 20 años de la derrota de Estados Unidos en la guerra de Vietnam.
- 1998: Alejandro Sanz, cantante español, publica el sencillo " Amiga mía", escrito por él mismo, Fue su primera canción en alcanzar el número 1 en el Billboard Latin Pop Airplay.
- 1999: el presidente de Venezuela, Hugo Chávez, declara muerta la IV República de Venezuela y proclama una revolución en el país, con intervención en todos los poderes del Estado.
- 1999: la República de Montenegro aprueba una propuesta para convertir a Yugoslavia en una confederación de dos Estados soberanos con iguales derechos y bajo un nuevo nombre, el de la Unión de Montenegro y Serbia.
- 2001: en Edmonton (Canadá) el atleta estadounidense Maurice Greene logra en el Campeonato Mundial de Atletismo su tercer título consecutivo en los 100 metros lisos, con un tiempo de 9,82 segundos, la tercera mejor marca de la historia hasta ese momento.
- 2004: el Ejército israelí se retira del norte de Gaza tras un mes de asedio.
- 2004: en Rusia mueren 16 personas en el accidente de un helicóptero de inspección forestal.
- 2004: en la Saboya francesa mueren siete jóvenes en el incendio de un centro vacacional ecuestre.
- 2004: en Nueva York, un equipo médico separa a dos siameses filipinos de dos años, que estaban unidos por el cráneo, con cerebros independientes.
- 2004: en el lago Tiberiades (Israel), un grupo de arqueólogos publica el descubrimiento de las evidencias de fabricación de pan más antiguas que se conocen.
- 2005: en Portugal, más de 3000 bomberos y 400 militares intentan controlar 20 incendios que devastan el centro y el norte del país.
- 2005: el barril de petróleo marca un nuevo máximo histórico y se sitúa por encima de 61 dólares.
- 2006: se produce un terremoto de intensidad media en Mendoza, que no deja víctimas pero sí daños importantes en la infraestructura de la ciudad.
- 2009: Wikipedia en español alcanza la cifra de 500 000 artículos
- 2010: cerca de la ciudad de Copiapó (Atacama) se produce un derrumbe en una mina chilena, quedando atrapados 33 mineros a 700 metros de profundidad.
- 2010: Resolución 1936 del Consejo de Seguridad de las Naciones Unidas es adoptada.
- 2014: en Buenos Aires (Argentina) se comunica la aparición del nieto desaparecido n.º 114,[1] que resulta ser el nieto de la propia Estela de Carlotto (presidenta de las Abuelas de Plaza de Mayo).
- 2016: en Brasil se inauguran los Juegos Olímpicos de Río de Janeiro 2016.
- 2021: en Barcelona (España) el FC Barcelona anunciaba que Leo Messi no continuaría ligado al club luego de más de 20 años de trayectoria.

## Nacimientos
- 1199: Fernando III, rey castellano leonés (f. 1252).
- 1301: Edmundo de Woodstock, político inglés (f. 1330).
- 1397: Guillaume Dufay, compositor y músico franco-flamenco (f. 1474).
- 1578: Charles de Luynes, político francés (f. 1621).
- 1589: Kösem Sultan, regente del Imperio Otomano (f. 1651).
- 1663: Rodrigo Caballero y Llanes, corregidor español (f. 1740).
- 1797: Cayetano Heredia, médico peruano (f. 1861).
- 1800: Ramón María Narváez y Campos, militar y político español (f. 1868).
- 1802: Niels Henrik Abel, matemático noruego (f. 1829).
- 1811: Ambroise Thomas, compositor de óperas francés (f. 1896).
- 1813: Ivar Aasen, filólogo, lingüista, escritor, y naturalista noruego (f. 1896).
- 1827: Deodoro da Fonseca, presidente brasileño (f. 1892).
- 1834: Gaspar da Silveira Martins, magistrado y político brasileño (f. 1901).
- 1844: Iliá Repin, pintor ruso (f. 1930).
- 1850: Guy de Maupassant, escritor francés (f. 1893).
- 1862: Joseph Merrick (el Hombre Elefante), paciente británico (f. 1890).
- 1882: Hernando Siles, político boliviano, presidente de Bolivia entre 1926 y 1930 (f. 1942).
- 1872: Oswaldo Cruz, médico, científico, bacteriólogo, epidemiólogo y sanitarista brasileño (f. 1917).
- 1889: Conrad Aiken, escritor estadounidense (f. 1975).
- 1889: Óscar Esplá, compositor español (f. 1976).
- 1890: Naum Gabo, escultor ruso (f. 1977).
- 1890: Erich Kleiber, director de orquesta y pianista austríaco (f. 1890).
- 1895: Tiger Flowers, boxeador estadounidense (f. 1927).
- 1896: Elinor Steiner Gimbel, líder progresista y activista por los derechos de las mujeres (f. 1983).
- 1898: Matvéi Zajárov, militar soviético (f. 1972)
- 1901: Margarita Abella Caprile, escritora y periodista argentina (f. 1960).
- 1906: John Huston, cineasta y guionista estadounidense (f. 1987).
- 1906: Wassily Leontief, economista estadounidense de origen ruso (f. 1999).
- 1908: Cyro Martins, escritor y psicoanalista brasileño (f. 1995).
- 1908: Oswaldo Baca Mendoza, científico peruano (f. 1962).
- 1910: Bruno Coquatrix, músico y empresario francés, propietario del teatro Olympia de París (f. 1979).
- 1911: Robert Taylor, actor estadounidense. (f. 1969)
- 1912: Henri Grouès (Abate Pierre), sacerdote francés (f. 2007).
- 1914: Lydia Lamaison, actriz argentina (f. 2012).
- 1914: Anita Colby, actriz y modelo estadounidense (f. 1992).
- 1915: Alfredo Gil, guitarrista, cantante y compositor mexicano (f. 1999), fundador principal del trío Los Panchos.
- 1917: Don Chaffey, cineasta inglés (f. 1990).
- 1922: Talgat Begeldinov, piloto militar soviético de origen kazajo (f. 2014)
- 1922: Augusto Trujillo Arango, Obispo colombiano, célebre por su predicación radial del Sermón de las 7 Palabras (f.2007)
- 1925: Ignacio Román, compositor, productor y letrista español de flamenco (f. 2011).
- 1926: Clifford Husbands, político barbadense (f. 2017).
- 1928: Chung Won-shik, político surcoreano (f. 2020).
- 1929: Andreu Alfaro, escultor español (f. 2012).
- 1929: Abel Aguilar Elizalde, árbitro de fútbol mexicano.
- 1930: Neil Armstrong, astronauta estadounidense (f. 2012).
- 1930: Richie Ginther, piloto estadounidense de Fórmula 1 (f. 1989).
- 1932: Miguel d'Escoto, político nicaragüense (f. 2016).
- 1932: Vladímir Fedoséyev, director de orquesta ruso.
- 1934: Giovanni Anselmo, escultor italiano (f. 2023).
- 1935: John Saxon, actor estadounidense (f. 2020).
- 1937: Manuel Pinto da Costa, político y presidente santotomense.
- 1937: Gordon Johncock, piloto de automovilismo estadounidense.
- 1941: Bob Clark, cineasta estadounidense (f. 2007).
- 1942: Marta Taboada, abogada, maestra y activista argentina; torturada y asesinada con sus dos mellizas sietemesinas (f. 1977).
- 1942: Sergio Ramírez Mercado, escritor nicaragüense.
- 1943: Leo Kinnunen, piloto de automovilismo finlandés (f. 2017).
- 1944: Gabriela Acher, actriz y humorista uruguaya.
- 1945: Loni Anderson, actriz estadounidense (f. 2025).
- 1945: Juan Sasturain, escritor argentino.
- 1946: César Villanueva, administrador y político peruano, primer ministro entre 2013-2014 y 2018-2019.
- 1946: Ja'Net DuBois, actriz estadounidense (f. 2020).
- 1947: Angry Anderson, actor y cantante australiano.
- 1949: Miguel Ángel Catalá Gorgues, historiador y museólogo español (f. 2020).
- 1950: Rosi Mittermaier, esquiadora alemana.
- 1950: Berny Ulloa, árbitro de fútbol costarricense.
- 1952: Hun Sen, político camboyano, primer ministro de Camboya entre 1998 y 2023.
- 1955: Orlando Carrió, actor argentino (f. 2002).
- 1955: Eddie Ojeda, músico estadounidense.
- 1956: Maureen McCormick, actriz estadounidense.
- 1957: Donzaleigh Abernathy, actriz, escritora y activista estadounidense.
- 1958: Silvia Kutika, actriz argentina.
- 1958ː Vladímir Makéi, político bielorruso, ministro de Exteriores de Bielorrusia entre 2012 y 2022 (f. 2022).
- 1959: Pat Smear, músico estadounidense de las bandas Germs, Foo Fighters y Nirvana (banda).
- 1959: Pete Burns, cantante británico (f. 2016).
- 1961: Greg Kite, baloncestista estadounidense.
- 1961: Mercedes Aráoz Fernández, economista y política peruana, primera ministra entre 2017 y 2018.
- 1961: Dario Bonetti, futbolista y entrenador italiano.
- 1962: Patrick Ewing, baloncestista estadounidense.
- 1964: Adam Yauch, músico estadounidense, de la banda Beastie Boys (f. 2012).
- 1964: Claudio Reyes Rubio, director de cine y televisión mexicano (f. 2017).
- 1964: Zoran Sretenović, baloncestista serbio (f. 2022).
- 1965: Motoi Sakuraba, compositor japonés.
- 1966: James Gunn, cineasta estadounidense.
- 1968: Marine Le Pen, política francesa de derechas.
- 1968: Colin McRae, piloto británico de rallis (f. 2007).
- 1968: Oleg Luzhniy, futbolista ucraniano.
- 1969: Barry Richardson, futbolista inglés.
- 1969: Paola Volpato, actriz chilena
- 1970: Albert Stuivenberg, futbolista neerlandés.
- 1970: Leonid Stadnyk, veterinario ucraniano, el hombre más alto de Ucrania (f. 2014).
- 1970: Air Force Amy, actriz pornográfica y modelo erótica estadounidense.
- 1971: Evil Jared Hasselhoff, bajista estadounidense, de la banda Bloodhound Gang.
- 1972: Christian Olde Wolbers, bajista belga, de la banda Fear Factory.
- 1972: Theodore Whitmore, futbolista jamaiquino.
- 1972: Reika Kirishima, actriz japonesa.
- 1972: Arístides Moreno, cantautor español.
- 1972: J-Ax, cantante italiano.
- 1974: Julio César Enciso, futbolista paraguayo.
- 1974: Alvin Ceccoli, futbolista australiano.
- 1974: Frankie Hejduk, futbolista estadounidense.
- 1974: Kajol, actriz india.
- 1974: Román Berezovski, futbolista armenio.
- 1974: Valeri Kéchinov, futbolista uzbeko.
- 1974: Pablo Pineda, actor español.
- 1974: Abdumajid Toirov, futbolista uzbeko.
- 1975: Eicca Toppinen, violonchelista finlandés.
- 1975: Iddo Goldberg, actor israelí.
- 1975: Ada Milea, actriz y cantante rumana.
- 1976: Kwon Sang-woo, actor y modelo surcoreano.
- 1976: Marlene Favela, actriz mexicana.
- 1976: Marian Pahars, futbolista letón.
- 1976: Vitali Dzerbianiou, halterófilo bielorruso (f. 2022).
- 1977: Cinta de Oro, luchador profesional mexicano-estadounidense.
- 1977: Soraya Jiménez, halterófila mexicana (f. 2013).
- 1977: Santi Pérez, ciclista español.
- 1977: Jennifer Walcott, modelo y actriz estadounidense.
- 1977: Milorad Peković, futbolista montenegrino.
- 1978: Kim Gevaert, atleta belga.
- 1978: Rita Faltoyano, actriz pornográfica húngara.
- 1979: David Healy, futbolista británico.
- 1979: Nikolaos Anastasopoulos, futbolista griego.
- 1980: Wayne Bridge, futbolista británico.
- 1980: Toni Doblas, futbolista español.
- 1980: Jason Čulina, futbolista australiano.
- 1980: Ann Simons, yudoca belga.
- 1980: Salvador Cabañas, futbolista paraguayo.
- 1981: Travis McCoy, cantante estadounidense, de la banda Gym Class Heroes.
- 1981: Maik Franz, futbolista alemán.
- 1981: David Trapp, futbolista beliceño.
- 1981: Nelson Techera, futbolista uruguayo.
- 1981: Jarosław Godek, remero polaco.
- 1981: Rachel Scott, estudiante estadounidense, primera víctima de la masacre de Columbine (f. 1999).
- 1981: Jesse Williams, actor y modelo estadounidense.
- 1982: Michele Pazienza, futbolista italiano.
- 1982: Bruno China, futbolista portugués.
- 1982: Santi Villa, futbolista español.
- 1982: Stefanie de Roux, modelo panameña.
- 1983: Dawn Richard, cantante estadounidense, de las bandas Danity Kane, y Diddy-Dirty Money.
- 1983: Kara Tointon, actriz británica.
- 1983: Gabriel Frías-Sánchez Seco, futbolista español.
- 1983: Jeff Larentowicz, futbolista estadounidense.
- 1983: Gláuber, futbolista brasileño.
- 1983: Hicham Mahdoufi, futbolista marroquí.
- 1983: Daiki Tamori, futbolista japonés.
- 1984: Helene Fischer, cantante alemana.
- 1984: Jordan Lotiès, futbolista francés.
- 1985: Salomon Kalou, futbolista marfileño.
- 1985: Annalisa, cantante italiana.
- 1985: Takashi Kamoshida, futbolista japonés.
- 1985: Laurent Ciman, futbolista belga.
- 1985: Joeri Calleeuw, ciclista belga.
- 1986: Júlio César Godinho Catole, futbolista brasileño.
- 1986: Koya Saito, futbolista japonés.
- 1986: Ellen Sprunger, atleta suiza.
- 1986: Gonzalo Salgueiro, futbolista uruguayo.
- 1987: Lexi Belle, actriz pornográfica estadounidense.
- 1987: Anita Pauls, actriz argentina.
- 1987: Xenia Tchoumitcheva, modelo rusa.
- 1988: Federica Pellegrini, nadadora italiana.
- 1988: Iván Centurión, futbolista argentino.
- 1989: Ryan Bertrand, futbolista británico.
- 1989: Emir Faccioli, futbolista argentino.
- 1989: Grégory Sertic, futbolista franco-croata.
- 1989: Luis Perozo Cervantes, poeta venezolano.
- 1989: Tal Ben Haim II, futbolista israelí.
- 1990: Mathieu Gorgelin, futbolista francés.
- 1990: Johan Kappelhof, futbolista neerlandés.
- 1990: Elin Johansson, taekwondista sueca.
- 1991: Ronald Roberts, baloncestista dominico-estadounidense.
- 1991: Andreas Weimann, futbolista austriaco.
- 1991: Tim Eekman, futbolista neerlandés.
- 1991: Daniëlle van de Donk, futbolista neerlandesa.
- 1991: Esteban Gutiérrez, piloto de automovilismo mexicano.
- 1991: Wi Ha-joon, actor surcoreano.
- 1992: Estavana Polman, balonmanista neerlandesa.
- 1992: Sotaro Izumi, futbolista japonés.
- 1992: Laurent Jans, futbolista luxemburgués.
- 1992: Emilio Zeballos, futbolista uruguayo.
- 1992: Lucas Hernández Perdomo, futbolista uruguayo.
- 1993: Chicha Amatayakul, actriz, cantante y modelo tailandesa.
- 1993: Yanara Aedo, futbolista chilena
- 1993: Gladestony Estevão Paulino da Silva, futbolista brasileño.
- 1993: Sverrir Ingi Ingason, futbolista islandés.
- 1993: Edafe Egbedi, futbolista nigeriano.
- 1993: Archford Gutu, futbolista zimbabuense.
- 1993: Shassiri Nahimana, futbolista burundés.
- 1994: Nayadet López, futbolista chilena.
- 1994: Felipe de Oliveira Barros, futbolista brasileño.
- 1994: Raymond Gyasi, futbolista neerlandés.
- 1994: Yuri Oliveira Lima, futbolista brasileño.
- 1994: Sebastian Schonlau, futbolista alemán.
- 1995: Kylian Hazard, futbolista belga.
- 1995: Marcos Guilherme, futbolista brasileño.
- 1995: Stefano Sensi, futbolista italiano.
- 1995: Pierre-Emile Højbjerg, futbolista danés.
- 1995: Scott Davies, ciclista británico.
- 1996: Rafał Makowski, futbolista polaco.
- 1996: Daichi Kamada, futbolista japonés.
- 1996: Francesca Deagostini, gimnasta artística italiana.
- 1996: Étienne Fabre, ciclista francés (f. 2016).
- 1996: Jaylen Bacon, atleta estadounidense.
- 1996: Wang Ziming, futbolista chino.
- 1997: Olivia Holt, actriz y cantante estadounidense.
- 1997: Luther Singh, futbolista sudafricano.
- 1997: Wang Yibo, actor y rapero chino.
- 1997: Adam Irigoyen, actor, bailarín y rapero estadounidense.
- 1997: Takahiro Yanagi, futbolista japonés.
- 1997: Alejandro Arana, futbolista mexicano.
- 1997: Mateusz Borgieł, piragüista polaco.
- 1997: Braxton Garrett, beisbolista estadounidense.
- 1997: Lazar Ranđelović, futbolista serbio.
- 1997: Yungblud, cantante británico.
- 1998: João Almeida, ciclista portugués.
- 1998: Ruben Vargas, futbolista suizo.
- 1998: Kevin Rüegg, futbolista suizo.
- 1998: Mijaíl Vekovishchev, nadador ruso.
- 1998: Anne Lavoie-Parent, piragüista canadiense.
- 1998: Kanon Suzuki, cantante japonés.
- 1998: Mimi Keene, actriz británica.
- 1998: Tobias Myers, beisbolista estadounidense.
- 1999: Sihyeon, cantante surcoreana, integrante del grupo Everglow.
- 1999: Alen Mustafić, futbolista bosnio.
- 1999: Agla María Albertsdóttir, futbolista islandesa.
- 1999: Jordy Alcívar, futbolista ecuatoriano.
- 1999: Lovro Paparić, waterpolista croata.
- 1999: Nikkita Lyons, luchadora estadounidense.
- 1999: Joël Monteiro, futbolista suizo.
- 2000: César Leyva, futbolista mexicano.
- 2000: Caisa-Marie Lindfors, atleta sueca.
- 2000: Lenny Pintor, futbolista francés.
- 2000: Michele Šego, futbolista croata.
- 2000: D. J. Carton, baloncestista estadounidense.
- 2003: Lucas Gourna-Douath, futbolista francés.
- 2004: Gavi, futbolista español.
- 2004: Khashchuluun Naranbaatar, futbolista mongol.
- 2005: Alexandra Rexová, esquiadora alpina eslovaca.
- 2006: Mohamed Hamony, futbolista marroquí.

## Fallecimientos
- 1566: Martín Pérez de Ayala, religioso y teólogo español (n. 1504).
- 1610: Alonso García Ramón, militar español y gobernador chileno (n. 1552).
- 1729: Thomas Newcomen, herrero e inventor británico (n. 1663).
- 1807: Romero Landa, militar e ingeniero naval español (n. 1735).
- 1831: Sébastien Érard, fabricante de pianos francés (n. 1752).
- 1835: Juan Ramón Balcarce, militar argentino (n. 1773).
- 1848: Pedro Vélez, político, jurista y filósofo mexicano (n. 1787).
- 1872: Charles-Eugène Delaunay, astrónomo y matemático francés (n. 1816).
- 1893: James Pierpont, compositor, arreglista y organista estadounidense (n. 1822).
- 1895: Friedrich Engels, filósofo y revolucionario alemán (n. 1820).
- 1896: Pedro Salaverría, político español (n. 1821).
- 1897: Albert Marth, astrónomo británico (n. 1828).
- 1901: Victoria del Reino Unido, aristócrata británica, esposa de Federico III de Alemania (n. 1840).
- 1909: Miguel Antonio Caro, político y escritor colombiano, presidente entre 1892 y 1898 (n. 1843).
- 1925: Georges Palante, filósofo anarcoindividualista francés (n. 1862).
- 1936: Francisco Martínez García, político español (n. 1889).
- 1946: Wilhelm Marx, canciller alemán.
- 1955: Carmen Miranda (56), actriz luso-brasileña (n. 1909).
- 1957: Heinrich Otto Wieland, químico alemán, premio nobel de química en 1927 (n. 1877).
- 1962: Ramón Pérez de Ayala, escritor español (n. 1880).
- 1963: Salvador Bacarisse compositor español (n. 1898).
- 1977: Leo Fleider, cineasta argentino (n. 1913).
- 1977: Chucho Reyes, pintor y coleccionista mexicano (n. 1880).
- 1983: Judy Canova, actriz estadounidense (n. 1913).
- 1984: Richard Burton (Richard Walter Jenkins, 58 años), actor británico (n. 1925).
- 1987: Chava Flores (Salvador Flores Rivera), compositor y cantante mexicano (n. 1920).
- 1987: Casilda Fernández, aristócrata española (n. 1888).
- 1991: Sōichirō Honda, empresario japonés (n. 1906).
- 1991: Julio Prieto Nespereira, pintor español (n. 1896).
- 1992: Juan David García Bacca, filósofo español (n. 1901).
- 1992: Jeff Porcaro, baterista estadounidense, integrante de la banda Toto (n.1954)
- 2000: sir Alec Guinness, actor británico (n. 1914).
- 2000: Arturo Durazo Moreno, policía y político mexicano (n. 1918).
- 2002: Francisco Coloane, escritor chileno (n. 1910).
- 2003: Carlo Coccioli, escritor italiano (n. 1920).
- 2003: Tite Curet, compositor puertorriqueño de salsa (n. 1926).
- 2003: Domingo García-Sabell, médico y escritor español (n. 1908).
- 2003: Manuel Mur Oti, cineasta español (n. 1908).
- 2006: Daniel Schmid, cineasta suizo (n. 1941).
- 2009: Jordi Sabater Pi, etólogo español (n. 1922).
- 2009: Budd Schulberg, guionista y escritor estadounidense (n. 1914).
- 2010: Robert Baker Aitken, maestro zen estadounidense (n. 1917).
- 2011: Andrzej Lepper, político polaco (n. 1954).
- 2011: Francesco Quinn, actor estadounidense de origen italiano, hijo de Anthony Quinn (n. 1963).
- 2011: Aziz Sharveshian "Zyzz", culturista e influencer ruso-australiano (n. 1989)
- 2012: Chavela Vargas, cantante costarricense nacionalizada mexicana (n. 1919, en Costa Rica).
- 2012: Michel Daerden, político belga (n. 1949).
- 2015: Raphy Leavitt, compositor y músico puertorriqueño, de la banda La Selecta (n. 1948).
- 2018: Miguel Ángel Campano, pintor español  (n. 1948).
- 2019: Toni Morrison, escritora estadounidense, premio nobel de literatura en 1993 (n. 1931).
- 2019: Bjorg Lambrecht, ciclista profesional belga (n. 1997).
- 2020: Blanca Rodríguez de Pérez, política venezolana (n. 1926).
- 2020: Tony Camargo, cantante mexicano (n. 1926).
- 2022: Judith Durham, cantante y compositora australiana (n. 1943).
- 2022: Issey Miyake, diseñador de moda japonés (n. 1938).
- 2022: Diego Bertie, actor y cantante peruano (n. 1967).
- 2023: Jango Edwards, payaso, actor, cantante y cómico estadounidense (n. 1950).

## Celebraciones
- Día Internacional del Semáforo,[2]o Día Mundial del Semáforo.[3]
Esta fecha conmemora la instalación del primer semáforo eléctrico en Cleveland, Ohio, en 1914. El semáforo,[4]inventado por Garret Morgan, fue crucial para mejorar la seguridad vial al regular el tráfico con luces rojas, amarillas y verdes.

Compartidas
- Organización Mundial de la Salud:
  - Semana Mundial de la Lactancia Materna.
Se celebra del 1 al 7 de agosto desde 1992 y fue establecida en ese mismo año por la OMS, el Fondo de las Naciones Unidas para la Infancia (UNICEF) y en colaboración con la Alianza Mundial pro Lactancia Materna (WABA).

 Por países
(Por orden alfabético)
- Argentina:
  - Día Nacional de la Dirección Nacional del Antártico.[5]
Se celebra con el fin de difundir las actividades científicas de la Argentina en ese continente.
La fecha se eligió por ser el día de Nuestra Señora de las Nieves, patrona del hombre montañés.
  -  Ejército Argentino: 
    - Día de las Tropas de Montaña.[6]

  - Día del Montañista Argentino.[7]
De acuerdo al calendario cristiano, se recuerda a Nuestra Señora de las Nieves, patrona de las actividades de montaña. 
    -  Misiones:
      - Día de la Bandera de Oberá.[8]

- Bangladés:
  - Día del Levantamiento Masivo de Julio.[9]
Es una fiesta nacional que se celebra cada año el 5 de agosto desde 2025, en conmemoración de la Revolución de Julio.
(en bengalí: জুলাই গণ-অভ্যুত্থান দিবস, romanización: Julāi Gônô-Ôbhyutthān Dibôs).
(en inglés: July Mass Uprising Day in Bangladesh).

- Burkina Faso:
  - Día de la Independencia.
(de Francia, en 1960).

- Croacia:
  - Día de la Victoria o Día de Acción de Gracias por la Victoria y la Patria y el Día de los Defensores de Croacia.[10]
Es un día festivo en Croacia que se celebra anualmente el 5 de agosto, en conmemoración de la Guerra de Independencia de Croacia.
(en croata: Dan pobjede i domovinske zahvalnosti i Dan hrvatskih branitelja).
(en inglés: Victory and Homeland Thanksgiving Day in Croatia).

- Estados Unidos:
  - Día de la Ropa Interior.[11]
(en inglés: National Underwear Day).
  - Día de la Ostra.[12]
(en inglés: National Oyster Day).
  - Día del Cuscús.[13]
(en inglés: National Couscous Day).

- República Dominicana:
  - Aniversario de Santo Domingo.
En 1496, Bartolomé Colón, hermano de Cristóbal Colón, fundó la ciudad de Santo Domingo, la primera ciudad europea permanente en América, que hoy es la capital del país. Esta efeméride es significativa en la historia dominicana.
Fundación: 5 de agosto de 1496 (529 años).

### Santoral católico

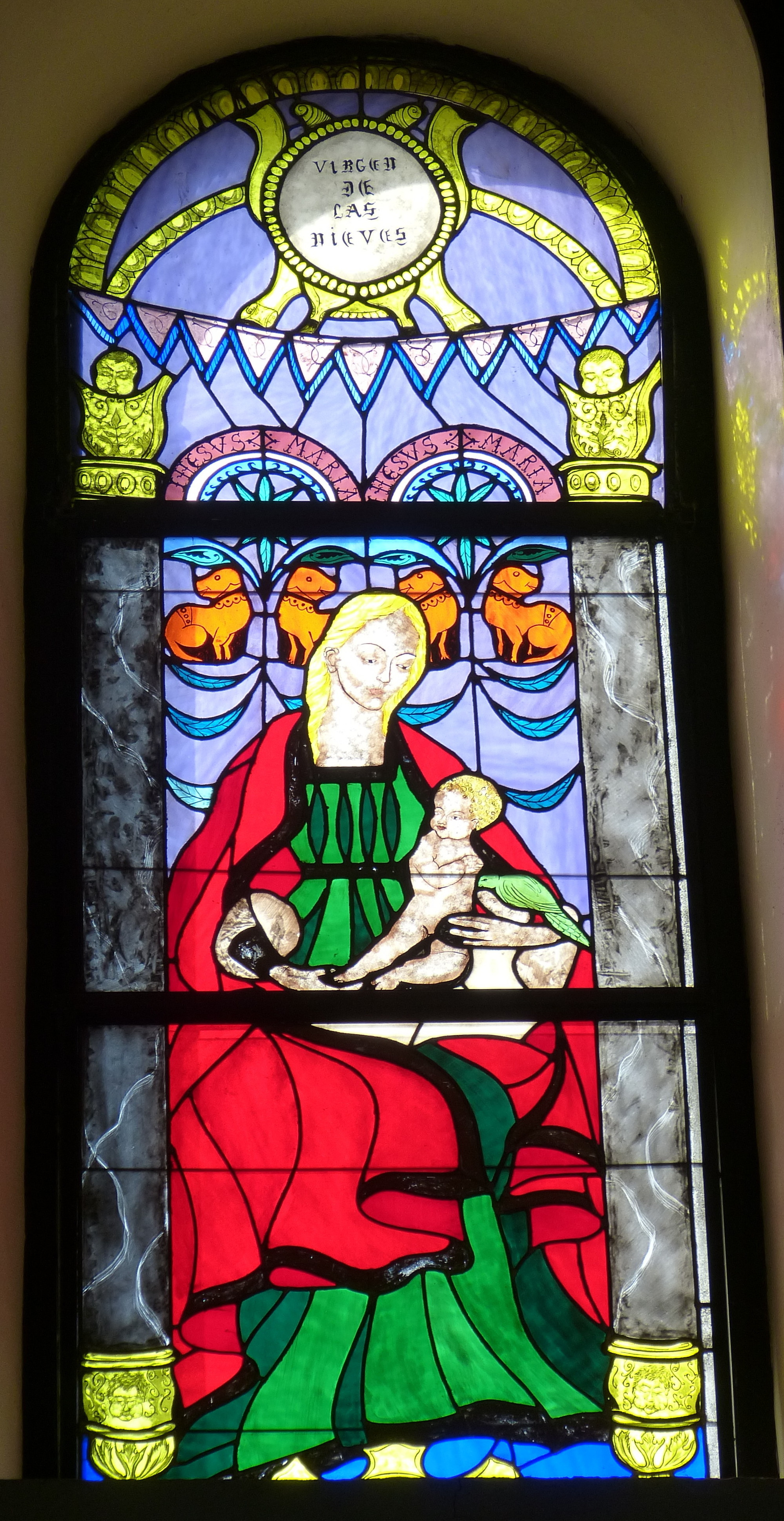
Vitral que muestra a Nuestra Señora de las Nieves.

Celebración del día: Virgen de las Nieves.(imagen ilustrativa).
Es una antigua advocación mariana vinculada a un milagro ocurrido en Roma en el año 358: una nevada en pleno agosto señaló el lugar donde debía construirse una basílica en honor a la Virgen. Esta señal fue interpretada por el Papa Liberio y un matrimonio devoto como voluntad divina. Su festividad se celebra el 5 de agosto y es venerada en diversos países como protectora y guía espiritual.

Dedicación a la Basílica de Santa María la Mayor.
- Virgen de Linarejos.
- Virgen de Zocueca.
- Virgen de Blanca.
- Virgen de África.
- Virgen del Remedio.
- San Abel de Lobbes (obispo de Reims y monje benedictino).
- Santa Afra de Ausburgo.
- San Casiano de Autun.
- San Emigdio de Áscoli.
- Santa Margarita de Septémpeda.
- San Memmio de Chalons.
- Santa Nona de Nacianzo.
- San Osvaldo.
- San Páride de Teano.
- San Venancio de Viviers.
- San Viator de Tremblevif.
- Beato Francisco Zanfredini.
- Beato Pedro Miguel Noël.

 Por países
(Por orden alfabético)
- Argentina:
  - Virgen de las Nieves, Patrona de San Carlos de Bariloche.

- El Salvador:
  - San Salvador: Fiestas patronales de San Salvador, mejor conocidas como Fiestas Agostinas.
Este día tiene lugar la tradicional Bajada, una procesión de carácter religioso que culmina con el cambio de ropajes de la imagen de Cristo en un monumento de 11 metros de altura frente a la Catedral Metropolitana de San Salvador, en representación de la transfiguración de Jesús. Esta manifestación religiosa data desde la época de dominio español y ha sido declarada como patrimonio cultural intangible.[15]

- España:
  - Agaete: Virgen de las Nieves, fiestas mayores en honor a la patrona.
  - Alicante: Procesión de la patrona de la ciudad, la Virgen del Remedio.
  - Almagro: Festividad en honor a su patrona Nuestra Señora de las Nieves.
  - Aspe: Fiestas patronales en honor a Nuestra Señora de las Nieves.
  - Bailén: Festividad patronal en honor de Nuestra Señora de Zocueca.
  - Calpe: Virgen de las Nieves, fiestas mayores en honor a la patrona.
  - Ceuta: Santa María de África, fiestas mayores en honor a la patrona.[16]
  - Hondón de las Nieves: Fiestas patronales en honor a Nuestra Señora de las Nieves.
  - Ibiza: Festividad patronal en honor de Santa María, Nuestra Señora de las Nieves.
  - Játiva: Festividad en honor a su patrona Nuestra Señora de las Nieves.
  - La Palma: Fiestas Lustrales de la Bajada de la Virgen de las Nieves.
  - Las Ventas de Albares (El Bierzo): Fiesta patronal Las Nieves.
  - Linares: Festividad patronal en honor de Nuestra Señora de Linarejos.
  - Sallent de Gállego: Virgen de las Nieves, fiestas mayores en honor a la patrona.
  - Villanueva y Geltrú: Fiesta Mayor en honor a Nuestra Señora de las Nieves.
  - Vitoria: Fiestas patronales en honor a la Virgen Blanca.